# Große Szene am Fluß
Große Szene am Fluß ist ein Gegenwartsdrama von Tankred Dorst, das am 25. September 1999 unter der Regie von Klaus Emmerich in der Allerheiligen-Hofkirche München uraufgeführt wurde.
Der deutsche Söldner Speed treibt auf einem außereuropäischen Kriegsschauplatz das Faustrecht auf die Spitze.

## Inhalt
Der russische Reporter Budd interviewt an der Front, also am Ufer eines afrikanischen Flusses, die beiden deutschen Fremdenlegionäre Speed und Osso  zu den Umständen der Erschießung ihres 23-jährigen Kameraden, des Dichters Harko.
Der Russe ermittelt unter anderen im Gespräch, der gelernte Schlosser Osso, ein ehemaliger DDR-Bürger, hat früher jahrelang in der NVA gedient. Speed lässt sich zu seiner Person überhaupt nicht aushorchen, gibt aber dennoch die „Hinrichtung“ zu und fügt bei: „Er [Harko] war untragbar!“ Speed und Osso sagen dem Reporter, sie hätten es beide ohne Auftrag getan. Weitere Details geben die zwei Deutschen, die noch ein Jahr im Sold einer anonymen Macht stehen, nicht preis.
Im Verlaufe der Gespräche zwischen den drei Männern ergibt sich, nicht nur Harko war, sondern auch Osso ist – den Kriegsalltag betreffend – aus zu weichem Holze geschnitzt. Der routinierte Kriegsberichterstatter Budd erkennt das und wird sich im Laufe des Interviews der Lebensgefahr, die von Speed ausgeht, bewusst. Als Letzterer den Russen attackiert – zunächst dessen Kamera unbrauchbar macht – ergreift der Reporter die Flucht. Budd kommt davon – nicht aber Osso. Als der Ostdeutsche den Fluss durchschwimmt, wird er von Speed mit einem gezielten Kopfschuss auf der Flucht abgeknallt.

## Inszenierungen
- Mai 2000 am Ernst Deutsch Theater Hamburg. Regie: Kai-Uwe Holsten. Mit Thomas Wenke als Speed, Bruno Bachem als Osso und Georg Münzel als Budd (siehe Link Brigitte Scholz, unten unter „Rezeption“).
- 10. Dezember 2010 am Theater Rampe Stuttgart. Wiederaufführung der Inszenierung Daniel Klumpps aus dem Jahr 2007.[7]

## Rezeption
- Nichts ist sicher. Der Zuschauer kann den Erzählern Speed und Osso glauben oder auch nicht glauben. Roeder geht ausführlicher auf das Stück ein und merkt noch an, der Autor des Prologs „Die andere Aeneis“[A 1] sei vermutlich der tote Dichter Harko. Speed habe wahrscheinlich Harko umgebracht. Dem Krieg könne keiner entkommen. Übrig bleibe Speed.
- Kurzbesprechung bei theatertexte.de
- Brigitte Scholz am 8. Mai 2000 in der „Hamburger Morgenpost“: „Gelungen: Tankred Dorsts »Große Szene am Fluß« im EDT. Wahrheiten fürs Weichei“

## Hörspiel
- 1999, SWR. Regie: Hans Gerd Krogmann. Mit Christian Koerner als Osso, Jens Wawrczeck als Speed und Christian Berkel als Budd.[8]

## Anmerkung
1. ↑  ... WER SIND DIE AM UFER DORT/ FRAGTE ICH DIE ÜBER DEN FLUSS/ WOLLEN INS ANDERE LAND ... (Zitat aus der verwendeten Ausgabe, S. 265, 7. Z.v.o.)